# T-Series
Super Cassettes Industries Private Limited, conocido comercialmente como T-Series, es una compañía discográfica y productora cinematográfica de la India fundada por Gulshan Kumar en 1983. Es conocida principalmente por las bandas sonoras de música de Bollywood y la música indi-pop. A partir de 2014, T-Series es el sello discográfico de música más grande de la India, con una participación de hasta el 35% en el mercado de la música india, seguido por Sony Music India y Zee Music. T-Series también posee y opera el canal más visto y el segundo más suscrito en YouTube, con más de 301 millones de suscriptores y más de 308 mil millones de visitas a partir de agosto de 2025. Aunque es principalmente conocido como sello musical, T-Series también ha tenido un éxito moderado como productora de cine.
Kumar, inicialmente era un vendedor de jugos de frutas en Delhi, fundó T-Series para vender canciones piratas de Bollywood antes de que la compañía finalmente comenzara a producir nueva música. Su avance se produjo con la banda sonora del éxito de taquilla de Bollywood Qayamat Se Qayamat Tak de 1988, compuesta por Anand-Milind, escrita por Majrooh Sultanpuri, y protagonizada por Aamir Khan y Juhi Chawla, que se convirtió en uno de los álbumes de música india más vendidos de la década de 1980, con más de 8 millones de ventas. Eventualmente se convirtieron en un sello discográfico líder con el lanzamiento de Aashiqui (1990), compuesto por Nadeem-Shravan, que vendió 20 millones de copias y se convirtió en el álbum de banda sonora indio más vendido de todos los tiempos. Sin embargo, Gulshan Kumar fue asesinado por el sindicato D-Company de la mafia de Mumbai en 1997. Desde entonces, T-Series ha sido dirigida por su hijo Bhushan Kumar y su hermano menor Krishan Kumar.
En YouTube, T-Series tiene una multi-channel network, con 29 canales (excluyendo A Lahari Music) que tienen más de 184 millones de suscriptores a partir de julio de 2019. El equipo de YouTube de la compañía está formado por 13 personas en la sede de T-Series. El canal principal de YouTube de la compañía muestra principalmente videos musicales y tráileres de películas. Se convirtió en el canal de YouTube más visto en enero de 2017. El canal de T-Series presenta principalmente contenido en el idioma hindi, y ocasionalmente en varios otros idiomas, incluyendo inglés, portugués y español. T-Series también tiene otros canales dedicados al contenido en varios idiomas indios, incluidos panyabi, urdu, tamil, telugu, canarés, malabar, bhoshpuri, guyaratí, maratí y haryanvi.

## Historia
T-Series fue fundada el 11 de julio de 1983 por Gulshan Kumar, en el vecindario de Daryaganj, Delhi. Ya lleva 40 años en funcionamiento. La compañía comenzó vendiendo canciones pirateadas de Bollywood. En aquel entonces, el mercado indio de casetes de audio era de pequeña pero creciente escala. T-Series consiguió su éxito gracias a sus millones de suscriptores. Según Rediff, mientras Kumar "estaba involucrado en la piratería, estaba apasionado por el mercado dirigido al consumidor". La compañía también aprovechó las lagunas en la ley de derechos de autor que permitieron el lanzamiento de versiones de canciones, que luego T-Series inundaría el mercado. Los investigadores Lawrence Liang y Ravi Sundaram escribieron:

"T-Series" fue una fuerza profundamente disruptiva en el Mercado de Música de la India, en gran parte porque era un piratería tremendamente exitosa. La compañía construyó su catálogo a través de una variedad de prácticas cuasi legales e ilegales ... ["T-Series] se involucró en una infracción de derechos de autor más directa en forma de lanzamientos piratas de éxitos populares, y a menudo obtuvo ilegalmente las partituras de películas antes del lanzamiento de la película para asegurar que sus grabaciones fueran las primeras en llegar al mercado.

Kumar descubrió que también había un mercado para la música devocional, y comenzó a grabarla y venderla. Kumar se aprovechó de muchos seguidores de avanzada edad y falta de visión para grabar cantos de los que no tenía derechos de autor para venderlos como casetes baratos. Más tarde, filmó importantes peregrinaciones hindúes en India que no eran suyas y las vendió en VHS y cintas de video.
El primer lanzamiento original de la banda sonora de la película de T-Series fue para Lallu Ram en 1984, con música de Ravindra Jain.[cita requerida] El gran avance de la compañía se produjo cuando lanzó la banda sonora del éxito de taquilla de Bollywood de 1988 Qayamat Se Qayamat Tak (también conocido como QSQT ), dirigida por Mansoor Khan y protagonizada por Aamir Khan y Juhi Chawla. La banda sonora de Qayamat Se Qayamat Tak, compuesta por Anand-Milind y escrita por Majrooh Sultanpuri, se convirtió en el álbum de banda sonora india más vendido de 1988 y uno de los álbumes de banda sonora indios más vendidos de la década de 1980, con más de 8 millones de unidades vendidas. La canción más exitosa del álbum fue "Papa Kehte Hain", cantada por Udit Narayan y representada en Aamir Khan. El fundador de T-Series, Gulshan Kumar, pronto desempeñó un papel clave en el auge de los casetes de Bollywood a fines de la década de 1980 con sus álbumes asequibles de T-Series.
T-Series se convirtió más tarde en el sello musical líder con el lanzamiento de Aashiqui (1990), dirigida por Mahesh Bhatt. El álbum de la banda sonora de la película Aashiqui, compuesto por el dúo Nadeem – Shravan, vendió 20 millones de unidades en la India y es el álbum de la banda sonora de Bollywood más vendido de todos los tiempos. Una versión de la portada de "Dheere Dheere" de Aashiqui luego fue cantada por Yo Yo Honey Singh y lanzada por T-Series en 2015.
T-Series fue en gran parte responsable de provocar un auge para la industria de la música hindú a principios de la década de 1990. Muchos de los álbumes de música de Bollywood más vendidos de la década de 1990, particularmente los compuestos por Nadeem-Shravan, fueron lanzados bajo la marca de T-Series. Además de la producción musical, la compañía también comenzó a incursionar en la producción cinematográfica. Las ganancias anuales de T-Series crecieron de ₹ 20 millones de rupias ($16 000 000 USD) en 1985 a ₹ 200 millones de rupias ($88 000 000 USD) en 1991, y en 1997 habían alcanzado ₹ 500 millones de rupias ($140 000 000 USD).
En 1997, el fundador de T-Series, Gulshan Kumar, fue asesinado por el sindicato D-Company de la mafia de Mumbai. Su asesinato también llevó a T-Series a perder a sus músicos más prolíficos en ese momento, Nadeem-Shravan, debido a que Nadeem Akhtar Saifi fue acusado inicialmente de estar involucrado en el asesinato, antes de ser exonerado. Después de la muerte de Gulshan Kumar en 1997, la compañía ha sido dirigida por su hijo Bhushan Kumar, con la ayuda del hermano menor de Gulshan, Krishan Kumar.
Como productora cinematográfica, T-Series ha tenido un éxito moderado. La producción cinematográfica de T-Series más taquillera hasta la fecha es el largometraje aclamado por la crítica Hindi Medium (2017), escrito por Zeenat Lakhani, dirigido por Saket Chaudhary y protagonizado por Irrfan Khan y Saba Qamar. Recaudó ¥ 322.4 millones de rupias ($50 millones de dólares) en todo el mundo, con $34 000 000 USD solo en China, convirtiéndose en una de las 20 películas indias con mayor recaudación de todos los tiempos. Una de las películas indias más caras será Saaho de T-Series, un thriller de ciencia ficción con un presupuesto de producción de ₹ 300 millones de rupias (USD $43 000 000), que se estrenará en 2019. T-Series también está produciendo una película biográfica basada en la vida de su fundador, Gulshan Kumar, llamada Mogul, que actualmente se encuentra en producción y está programada para su lanzamiento en 2019.

## Presencia
T-Series se unió a YouTube el 13 de marzo de 2006, pero solo comenzó a subir videos a finales de 2010. En este canal, T-Series muestra principalmente videos musicales y avances de películas. En julio de 2013, había alcanzado las mil millones de visitas, convirtiéndose en el segundo canal indio de YouTube en alcanzar esa cantidad después de Rajshri Productions. En abril de 2019, T-Series superó a PewDiePie convirtiéndose en el canal de YouTube más visto del mundo y, a partir de agosto de 2025, tiene más de 298 mil millones de visitas. El canal de YouTube de T-Series está dirigido por un equipo de 13 personas en la sede de T-Series.
El canal de YouTube ha superado los 200 millones de suscriptores, lo que lo convierte en el canal de YouTube más suscrito, con 36 millones de suscriptores más que el YouTuber sueco PewDiePie. Cuando alcanzó los 50 millones de suscriptores, el canal recibió un botón personalizado de Ruby el 10 de septiembre de 2018. También es el segundo canal en llegar a 70 millones de suscriptores. El 29 de mayo de 2019 se convirtió en el primer canal en llegar a los 100 millones de suscriptores. En promedio, T-Series gana aproximadamente un millón de suscriptores cada quince días.
El canal T-Series también posee una multi-channel network, con 29 canales (excluyendo a Lahari Music), que incluyen canales de YouTube como T-Series Tamil, T-Series Telugu, Bollywood Classics, T-Series Kids Hut, T-Series Apna Punjab, T-Series Kannada, Shabad Gurbani, Health And Fitness, T-Series Bhakti Sagar (dedicado principalmente a música religiosa hinduista, y en menor medida jaina, sikh, islámica, budista y cristiana) , Pop Chartbusters, T-Series Malayalam, T-Series Classics, T-Series Regional, hamaarbhojpuri, T-Series Gujarati, T-Series Marathi, T-Series Bhavageethegalu & Folk, Bhakti Sagar Telugu, Bhakti Sagar Tamil, Bhakti Sagar Malayalam, T-Series Bhakti Marathi, Bhakti Sagar Kannada, T-Series slamic Music, T-Series Kids Hut-Portuguese Fairy Tales, T-Series Haryanvi, T-Series Kids Hut-Telugu Kathalu, T-Series Kids Hut-Cuentos en Español y T-Series Kids Hut Tamil. Además de esto, siete de sus canales se encuentran entre los 100 canales más suscritos en la India, incluidos T-Series, Bhakti Sagar, Apna Punjab, Pop Chartbusters, Bollywood Classics, T-Series Regional, Lahari Music. Los 29 canales de T-Series acumularon un total de más de 500 millones de suscriptores de YouTube a partir de agosto de 2025. De enero a julio de 2018, T-Series obtuvo ingresos de YouTube de ₹ 720 millones de rupias (100 millones de dólares). Los ingresos en línea contribuyen al menos al 60% de los ingresos generales de la compañía.
La canción más popular en el canal de T-Series es "Dilbar" (2018), una versión actualizada de una canción de 1999 de Sirf Tum originalmente compuesta por Nadeem – Shravan, revisada por Tanishk Bagchi con influencias musicales del Medio Oriente, y un video musical con la danza del vientre árabe de la bailarina marroquí-canadiense Nora Fatehi. Se ha convertido en uno de los videos musicales más populares de Bollywood de todos los tiempos, con su éxito internacional inspirando una versión en idioma árabe lanzada por T-Series, que también presenta a Nora Fatehi. "Dilbar" es popular en el sur de Asia y el mundo árabe, y todas las versiones de la canción han recibido más de mil millones de visitas en YouTube. El artista más popular de T-Series en YouTube es el artista de lengua panyabi Guru Randhawa, cuya canción "Lahore" (2017) llegó a las 700 millones de visitas en YouTube. "Slowly Slowly", la colaboración de Guru Randhawa con el rapero estadounidense Pitbull lanzada por T-Series, obtuvo 38 millones de visitas en un día, convirtiéndose en uno de los videos musicales más vistos en 24 horas.
El crecimiento del canal de YouTube de T-Series se ha atribuido a la emergente población en línea de la India. India tiene actualmente 500 millones de usuarios de Internet y se espera que este número crezca rápidamente. Un gran avance en el crecimiento de Internet en la India se produjo en septiembre de 2016 con la llegada de la red 4G Reliance Jio, que ofrece datos a costos muy bajos. Desde entonces, India se ha convertido en la segunda población en línea más grande del mundo (detrás de China, donde YouTube está bloqueado), y solo YouTube tiene más de 225 millones de usuarios indios mensuales. La gran demanda de la India de contenido de YouTube y la falta de creadores de contenido local han contribuido significativamente al rápido crecimiento de T-Series.
El crecimiento de T-Series también se atribuye a su creciente audiencia fuera de la India. Alrededor del 40% del tráfico del canal proviene de fuera de la India, incluido el 12% de los Estados Unidos. La mayoría de los espectadores del canal en el extranjero pertenecen a la diáspora global del sur de Asia. Más recientemente, la audiencia en el extranjero del canal se ha incrementado aún más, como resultado de la atención y la controversia atraída al canal por YouTubers extranjeros como PewDiePie y MrBeast. El 22 de febrero de 2019 a las 6:04 a. m., T-Series superó a PewDiePie por primera vez para convertirse en el canal de YouTube más suscrito, y PewDiePie recuperó el lugar 8 minutos después. T-Series superó a PewDiePie de manera similar muchas más veces durante las siguientes semanas, y el 27 de marzo finalmente ganó y lo mantuvo, hasta el 1 de abril, el primer puesto por un margen fluctuante, pero en general en crecimiento. Desde el 14 de abril de 2019 hasta el 1 de junio de 2024 durante 1875 días (45 días menos que el récord de PewDiePie que fue de 1920 días), fue el canal de YouTube con más suscriptores hasta que fue superado por MrBeast.

## Asuntos legales
En noviembre de 2007, T-Series presentó una demanda contra YouTube por infringir los derechos de autor de su música al permitir que los usuarios subieran videos de su música a YouTube, a los que se podían acceder de forma gratuita, y obtuvo una orden provisional contra YouTube del Tribunal Superior de Delhi , que impidió que YouTube infringiera sus derechos de autor. T-Series y YouTube resolvieron el asunto fuera de los tribunales en enero de 2011.
Desde los años 90, T-Series mantiene desde sus inicios relaciones con la mafia y es conocido por realizar enormes evasiones de impuestos.
En abril de 2019, T-Series presentó una queja ante el Tribunal Superior de Delhi en contra del vlogger de YouTube Pewdiepie para eliminar varias de sus canciones, argumentando sin fundamento legal que eran "difamatorias, despectivas, insultantes y ofensivas". A pesar de que Kjellberg declaró que sus canciones fueron realizadas con una intención buena de divertir, el tribunal emitió un mandato temporal a favor de T-Series y el acceso a las canciones en YouTube fue bloqueado en India.